# Список наград и номинаций Эллы Фицджеральд
Список наград и номинаций американской джазовой певицы Эллы Фицджеральд состоит из 13 премий «Грэмми», специальной премии Lifetime Achievement Award, а также множества почётных званий и наград. 2 песни и 4 альбома Фицджеральд включены в Зал славы «Грэмми».

## Почётные звания и особые награды
- Лучшая вокалистка по версиям журналов Metronome (1956)[1] и Down Beat (1937, 1969)[2];
- Звезда на Аллее славы в Голливуде (1960)[3];
- Почётный член женского объединения Alpha Kappa Alpha (1960)[4];
- Почётная награда Американского общества композиторов, авторов и издателей (1968)[5];
- Награда за жизненные достижения имени Бинга Кросби (1967)[6];
- Председатель фонда имени Мартина Лютера Кинга (1968)[7];
- Награда от Национальной ассоциации больных серповидноклеточной анемией (1976)[8];
- Зал славы биг-бэндов и джаза (1979)[9];
- Зал славы даунбит-джаза (1979)[10];
- Награда имени Уилла Роджерса от Торговой палаты и Гражданской ассоциации Беверли-Хиллз (1980)[11];
- Награда имени Лорда и Тэйлора за выдающийся вклад в развитие музыки (1980)[12];
- Почётный доктор гуманитарных наук колледжа Талладега в Алабаме (1980)[13];
- Награда имени Гасти Паддинга «Женщина года» от Гарвардского университета (1982)[14];
- Медаль Джорджа Пибоди за выдающийся вклад в развитие американской музыки (1983)[15];
- Награда «Мастера джаза» Национального фонда искусств (1985)[16];
- Медаль Национального искусства, вручённая Рональдом Рейганом (1987)[16];
- Медаль Калифорнийского Университета в Лос-Анджелесе за музыкальные заслуги (1987);
- Премия Национальной ассоциации содействия прогрессу цветного населения (1988)[17];
- Премия имени Эллы, учреждённая сообществом певцов (1989);
- Награда имени Джорджа и Айры Гершвинов за выдающийся вклад в музыку (1989)[18];
- Французский Орден Искусств и литературы (1990)[19];
- Президентская медаль Свободы, вручённая Джорджем Бушем-старшим (1992)[20];
- № 13 в списке «100 величайших женщин рок-н-ролла» по версии VH1;
- Серия марок Почтовой службы США, посвящённая Элле Фицджеральд (2007)[21][22];
- Звания почётного доктора в университетах Гарварда, Йеля, Дартмута, Принстона, Говарда, Мэриленда.

## Награды и номинации

### «Грэмми»
Элла Фицджеральд 13 раз становилась лауреатом премии «Грэмми» в различных номинациях, также в 1967 году она удостоилась специальной премии за выдающиеся жизненные достижения.
| Год[≡] | Категория                                    | Номинированная работа                                           | Формат | Результат |
| ------ | -------------------------------------------- | --------------------------------------------------------------- | ------ | --------- |
| 1959   | Лучшее женское джаз-исполнение               | Ella Fitzgerald Sings the Duke Ellington Songbook               | Альбом | Победа    |
| 1959   | Лучшее женское вокальное исполнение          | Ella Fitzgerald Sings the Irving Berlin Songbook                | Альбом | Победа    |
| 1960   | Лучшее женское джаз-исполнение               | Ella Swings Lightly                                             | Альбом | Победа    |
| 1960   | Лучшее женское вокальное исполнение          | «But Not For Me»                                                | Трек   | Победа    |
| 1961   | Лучший женский вокальный альбом              | Ella in Berlin: Mack the Knife                                  | Альбом | Победа    |
| 1961   | Лучшее вокальное исполнение сингла или трека | «Mack The Knife»                                                | Трек   | Победа    |
| 1962   | Лучшее женское вокальное исполнение          | «(If You Can’t Sing It) You’ll Have to Swing It (Mr. Paganini)» | Трек   | Номинация |
| 1963   | Лучшее женское вокальное исполнение          | Ella Swings Brightly With Nelson Riddle                         | Альбом | Победа    |
| 1967   | Лучшее женское вокальное исполнение          | Ella at Duke’s Place                                            | Альбом | Номинация |
| 1968   | Премия за жизненные достижения               | —                                                               | —      | Награда   |
| 1977   | Лучшее джазовое вокальное исполнение         | Fitzgerald And Pass… Again                                      | Альбом | Победа    |
| 1980   | Лучшее джазовое вокальное исполнение         | Fine And Mellow                                                 | Альбом | Победа    |
| 1981   | Лучшее женское вокальное джаз-исполнение     | A Perfect Match — Ella And Basie                                | Альбом | Победа    |
| 1982   | Лучшее женское вокальное джаз-исполнение     | Digital III At Montreaux                                        | Альбом | Победа    |
| 1983   | Лучшее женское вокальное джаз-исполнение     | A Classy Pair                                                   | Альбом | Номинация |
| 1984   | Лучшее женское вокальное джаз-исполнение     | The Best Is Yet To Come                                         | Альбом | Победа    |
| 1988   | Лучшее женское вокальное джаз-исполнение     | Easy Living                                                     | Альбом | Номинация |
| 1991   | Лучшее женское вокальное джаз-исполнение     | All That Jazz                                                   | Альбом | Победа    |

[^] Ссылки ведут на статьи о церемониях вручения «Грэмми» за соответствующий год.

### Зал славы «Грэмми»
2 песни, а также 4 альбома Эллы Фицджеральд были введены в Зал славы Грэмми, начиная с 1986 года.
| Год записи | Название                                          | Жанр | Формат | Лейбл | Зал славы | Примечания                       |
| ---------- | ------------------------------------------------- | ---- | ------ | ----- | --------- | -------------------------------- |
| 1960       | «How High the Moon»                               | Джаз | Сингл  | Decca | 2002      |                                  |
| 1958       | Porgy and Bess                                    | Джаз | Альбом | Verve | 2001      | Совместно с Луи Армстронгом      |
| 1956       | Ella Fitzgerald Sings the Cole Porter Songbook    | Джаз | Альбом | Verve | 2000      |                                  |
| 1957       | Ella Fitzgerald Sings the Rodgers & Hart Songbook | Джаз | Альбом | Verve | 1999      |                                  |
| 1960       | Ella in Berlin                                    | Джаз | Альбом | Verve | 1999      |                                  |
| 1938       | «A-Tisket, A-Tasket»                              | Джаз | Сингл  | Decca | 1986      | Совместно с оркестром Чика Уэбба |